# Georg Spohn
Johann Georg Spohn (* 24. April 1870 in Ravensburg; † 11. März 1948 in Blaubeuren) war ein deutscher Zementunternehmer. Er war langjähriger Seniorchef und Miteigentümer der „Portland-Zement Blaubeuren Gebrüder Spohn AG“ in Blaubeuren. Zudem war er Mitglied des Aufsichtsrats der „Portland-Zementwerke Heidelberg AG“, der späteren „HeidelbergCement AG“.

## Werdegang
Georg Spohn war der älteste Sohn des Ravensburger Industriellen Julius Spohn (1841–1919) und seiner Frau Luise, geb. Heiß (1845–1900). Er belegte chemische und technische Fächer an der TH Stuttgart und der Universität Erlangen und war Mitglied in der Studentenverbindung Akademische Gesellschaft Sonderbund in Stuttgart. Spohn schloss sein Studium mit dem akademischen Grad Dr.-Ing. ab.
Im Oktober 1900 übertrug Julius Spohn seinem Sohn Georg die technische Leitung der „Cementfabrik Blaubeuren Gebrüder Spohn“. Dieses Unternehmen hatte der Vater 1871 zusammen mit seinem Bruder Georg (1843–1886) und einem weiteren Geschäftspartnern in Blaubeuren gegründet.
Angesichts des durch verschärfter Konkurrenz andauernden Preisverfalls und zugleich anstehenden Neuinvestitionen in Mahlwerke und Öfen, gründete der Blaubeurer Betrieb 1903 mit weiteren 25 süddeutschen Zementwerken ein Kartell, die „Süddeutsche Cement-Verkaufstelle GmbH“ mit Sitz in Heidelberg. Diese Gesellschaft übernahm im eigenen Namen den gemeinsamen Verkauf der Teilhaberfirmen und setzte für diese entsprechend der Marktlage jährlich Produktionskontingente fest.
Im folgenden Jahr wandelten Georg Spohn und sein Vater Julius ihr Zementwerk in eine Aktiengesellschaft um, die „Portland-Zement Blaubeuren Gebrüder Spohn AG“. Während Georg Spohn den Vorstandsvorsitz übernahm, wurde Julius Spohn Mitglied des Aufsichtsrats. Die neue Rechtsform vereinfachte die Finanzierung des Unternehmens durch die Möglichkeit bei Geldbedarf ohne große Umstände neue Aktien an neue Teilhaber ausgeben zu können.
Lagen Anfangs von dem 2500 Aktien umfassenden Grundkapital noch 2496 Stück in den Händen der Familie Spohn und nur eine Aktie bei der „Portland-Zementwerke Heidelberg AG“, der späteren „HeidelbergCement AG“, so übernahmen letztere bereits 1938 die Aktienmehrheit. Zudem schlossen Georg Spohn und dessen Familie einen Interessengemeinschaftsvertrag („Organvertrag“) mit den Heidelberger Portland-Zementwerken ab, welcher letzteren die volle Weisungsbefugnis über die geschäftliche Tätigkeit des Blaubeurer Zementunternehmens gewährte. Im Gegenzug erhielt Georg Spohn und sein Bruder Richard zwei Sitze in dem vierköpfigen Direktorium, welches die Interessengemeinschaft leitete. Zudem bekamen Georg und Richard Spohn Sitze in dem Aufsichtsrat der „Portland-Zementwerke Heidelberg AG“ und im Austausch für die Aktienmehrheit an ihrem Zementunternehmen ein Aktienpaket der Heidelberger Portland-Zementwerke.
1939 übergab Georg Spohn zwar die technische Leitung des Blaubeurer Zementunternehmens an seinen Sohn Eberhard Spohn (1906–1981), blieb aber bis zu seinem Tod 1948 Mitglied der Geschäftsleitung. Erst 1966 erfolgte die gänzliche Integration des Zementwerks Blaubeuren in den Heidelberger Zementkonzern.

## Engagement
Georg Spohn war aktives Mitglied in kommunalen und bezirklichen Selbstverwaltungsorganen und in verschiedenen Wirtschaftsunternehmen und -verbänden. Aus seinem Privatvermögen stiftete er den Städten Ravensburg und Blaubeuren größere Summen für den Bau öffentlicher Einrichtungen.
Als Georg Spohns Schwiegersohn, der Pharmaunternehmer Ludwig Merckle und dessen Familie 1945 als Sudetendeutsche enteignet und aus der Tschechoslowakei vertrieben wurden, nahm Georg Spohn diese bei sich in Blaubeuren auf. Zudem half er Ludwig Merckle dessen pharmazeutisches Unternehmen in Blaubeuren wiederaufzubauen.

## Nachwirkungen
Die Blaubeurer Zementfabrik der Familie Spohn bildete den Grundstein des Baustoffzweigs der „Merckle-Gruppe“. Wie weiter oben bereits erwähnt, tauschte die Unternehmerfamilie Spohn schrittweise die Aktien an ihrem Zementwerk in eine Minderheitsbeteiligung an der „Portland-Zementwerke Heidelberg AG“ (heute „HeidelbergCement AG“) um. Nachdem eine Tochter von Georg Spohn, Luise Spohn (1900–1984), Ludwig Merckle (Senior) 1931 geheiratet hatte, gelangte dieses Aktienpaket in den Besitz der aus Aussig (heute Ústí nad Labem in Böhmen, Tschechien) stammenden Unternehmerfamilie Merckle. Der Sohn von Ludwig Merckle und Luise Spohn, Adolf Merckle, baute diese Beteiligung 2005 zu einer Aktienmehrheit bei der „HeidelbergCement AG“ aus.

## Ehrungen
- 1935: Ehrenbürgerschaft der Stadt Ravensburg;
- Nach Georg Spohns Tod 1948, wurde nach ihm in Blaubeuren die „Dr.-Georg-Spohn-Straße“ benannt.

## Familie
Georg Spohn war verheiratet und hatte zwei Kinder:
- Luise Spohn (* 1900 in Ravensburg - † 1984 in Blaubeuren): Heiratete am 24. April 1931 in Blaubeuren	Ludwig Merckle. Aus dieser Ehe ging am 18. März 1934 Adolf Georg Merckle hervor;
- Eberhard Spohn (* 1906 in Blaubeuren - † 1981 in Dornach (Kanton Solothurn)): Trat 1934 in die „Portland-Zement Blaubeuren Gebrüder Spohn AG“ ein und war seit 1939 deren Technischer Direktor. Heiratete im selben Jahr in Stuttgart Gretel Lührsen (1904–1978), die ihn von der Anthroposophie überzeugte. Hatten keine Kinder. Ab Mitte 1940 Wissenschaftler bei der Luftwaffe in Karlshagen im Sperrgebiet der Heeresversuchsanstalt Peenemünde. Ende des Zweiten Weltkriegs für einige Jahre in White Sands Missile Range in den USA dienstverpflichtet. Zudem vermittelte er seinem Schwager Ludwig Merckle eine Segelfliegerhalle als erste Fabrik. Nach seiner Rückkehr nach Deutschland beschäftigte er sich in Zusammenarbeit mit Fritz Caspari intensiv mit der Entwicklung von Anlagen zur Kompostierung von Siedlungsabfällen zur Förderung der Bodenfruchtbarkeit. Auf Basis seiner Forschung ging 1953 in dem Steinbruch Gerhausen das Kompostwerk der „Portland-Zement Blaubeuren Gebrüder Spohn AG“ in Betrieb. Zudem ließ er eine 200.000 Quadratmeter große Fläche im Steinbruch Gerhausen renaturieren.